# Clara Padoa
Clara Padoa, all'anagrafe Clara Scebelli (Milano, 7 settembre 1910 – Milano, 21 dicembre 1974), è stata un'attrice italiana.

## Biografia
La sua carriera cinematografica ha inizio nel 1936, su consiglio di Gennaro Righelli, con l'interpretazione di una maestra di sci ne le Amazzoni bianche. Nei successivi sei anni partecipa a una decina di film non ottenendo però ruoli di primo piano. Ha lavorato con registi quali Carmine Gallone, Goffredo Alessandrini e Mario Camerini. La sua ultima apparizione risale al 1943 in Partire diretta da Amleto Palermi. Allo scoppio della seconda guerra mondiale, dopo alcune apparizioni teatrali, decide di abbandonare la carriera di attrice e fa perdere ogni traccia di sé.

## Filmografia
- Amazzoni bianche, regia di Gennaro Righelli (1936)
- Cavalleria, regia di Goffredo Alessandrini (1936)
- Il signor Max, regia di Mario Camerini (1937)
- Stasera alle undici, regia di Oreste Biancoli (1937)
- Scipione l'Africano, regia di Carmine Gallone (1937)
- Le due madri, regia di Amleto Palermi (1938)
- Giuseppe Verdi, regia di Carmine Gallone (1938)
- Voglio vivere con Letizia, regia di Camillo Mastrocinque (1938)
- Partire, regia di Amleto Palermi (1938)
- L'amore si fa così, regia di Carlo Ludovico Bragaglia (1939)